# Agrotis pallidaobsoleta
Agrotis pallidaobsoleta är en fjärilsart som beskrevs av Franz Dannehl 1925. Agrotis pallidaobsoleta ingår i släktet Agrotis och familjen nattflyn. Inga underarter finns listade i Catalogue of Life.